# Nesogalepsus tuberculatus
Nesogalepsus tuberculatus es una especie de mantis de la familia Tarachodidae.

## Distribución geográfica
Se encuentra en Madagascar.